# ناحیه بالیق‌چی
ناحیهٔ بالیق‌چی (به ازبکی: Baliqchi tumani، بلیقچی تومنی)(به روسی: Балыкчинский район) یک ناحیه در ازبکستان است که در ولایت اندیجان واقع شده‌است. ناحیه بالیق‌چی ۳۴۰ کیلومتر مربع مساحت و ۲۱۵٬۸۰۰نفر جمعیت دارد.